# 16035 Sasandford
16035 Sasandford (1999 FX32) là một tiểu hành tinh vành đai chính.